# Väinö Markkanen
Pour les articles homonymes, voir Markkanen.
Väinö Markkanen, né le 29 mai 1929 à Paltamo et mort le 10 juin 2022 à Lohja, est un tireur sportif finlandais.

## Biographie
Väinö Markkanen est sacré champion olympique de tir au pistolet à 50 mètres aux Jeux olympiques de 1964 à Tokyo, devant l'Américain Franklin Green et le Japonais Yoshihisa Yoshikawa.